# Eugoa tricolora
Eugoa tricolora là một loài bướm đêm thuộc phân họ Arctiinae, họ Erebidae.